# Sakhanu
Sakhanu is een nagar panchayat (plaats) in het district Budaun van de Indiase staat Uttar Pradesh.

## Demografie
Volgens de Indiase volkstelling van 2001 wonen er 8.809 mensen in Sakhanu, waarvan 54% mannelijk en 46% vrouwelijk is. De plaats heeft een alfabetiseringsgraad van 30%.